# Cephalon

Cephalon markerat på en trilobit.

Cephalon är benämningen på huvudsektionen på leddjur. Ordet kommer från grekiskans cephale som betyder "huvud".
Begreppet cephalon används företrädesvis vid anatomibeskrivningar gällande trilobiter. När det gäller insekter är huvud att föredra. När det gäller spindeldjur och kräftdjur används begreppet cephalothorax i de fall där huvudet och thorax är sammanvuxet.